# HSV

Шкала відтінків — Hue

HSV (також HSB) — колірна модель, заснована на трьох характеристиках кольору: колірному тоні (Hue), насиченості (Saturation) і значенні кольору (Value), який також називають яскравістю (Brightness).
- Hue — колірний тон, (наприклад, червоний, зелений або синьо-блакитний). Варіюється в межах 0-360°, але іноді приводиться до діапазону 0-100 або 0-1. У Windows весь колірний спектр ділиться на 240 відтінків (що можна спостерігати в редакторі палітри MS Paint), тобто тут «Hue» зводиться до діапазону 0-239 (відтінок 240 відсутній, оскільки він дублював би 0).
- Saturation — насиченість. Варіюється в межах 0-100 або 0-1. Чим більший цей параметр, тим «чистіший» колір, тому цей параметр іноді називають чистотою кольору. А чим ближчий цей параметр до нуля, тим ближчий колір до нейтрального сірого.
- Value — значення кольору, або Brightness — яскравість. Також задається в межах 0-100 або 0-1.

Модель була створена Елві Реєм Смітом, одним із засновників Pixar, в 1978 році. Вона є нелінійним перетворенням моделі RGB.
Колір, представлений в HSV, залежить від пристрою, на який він буде виведений, оскільки HSV — перетворення моделі RGB, яка теж залежить від пристрою. Для отримання коду кольору, не залежного від пристрою, використовується модель Lab.
Слід зазначити, що HSV (HSB) і HSL — дві різні колірні моделі.

## Тривимірні візуалізації простору HSV

### Циліндр

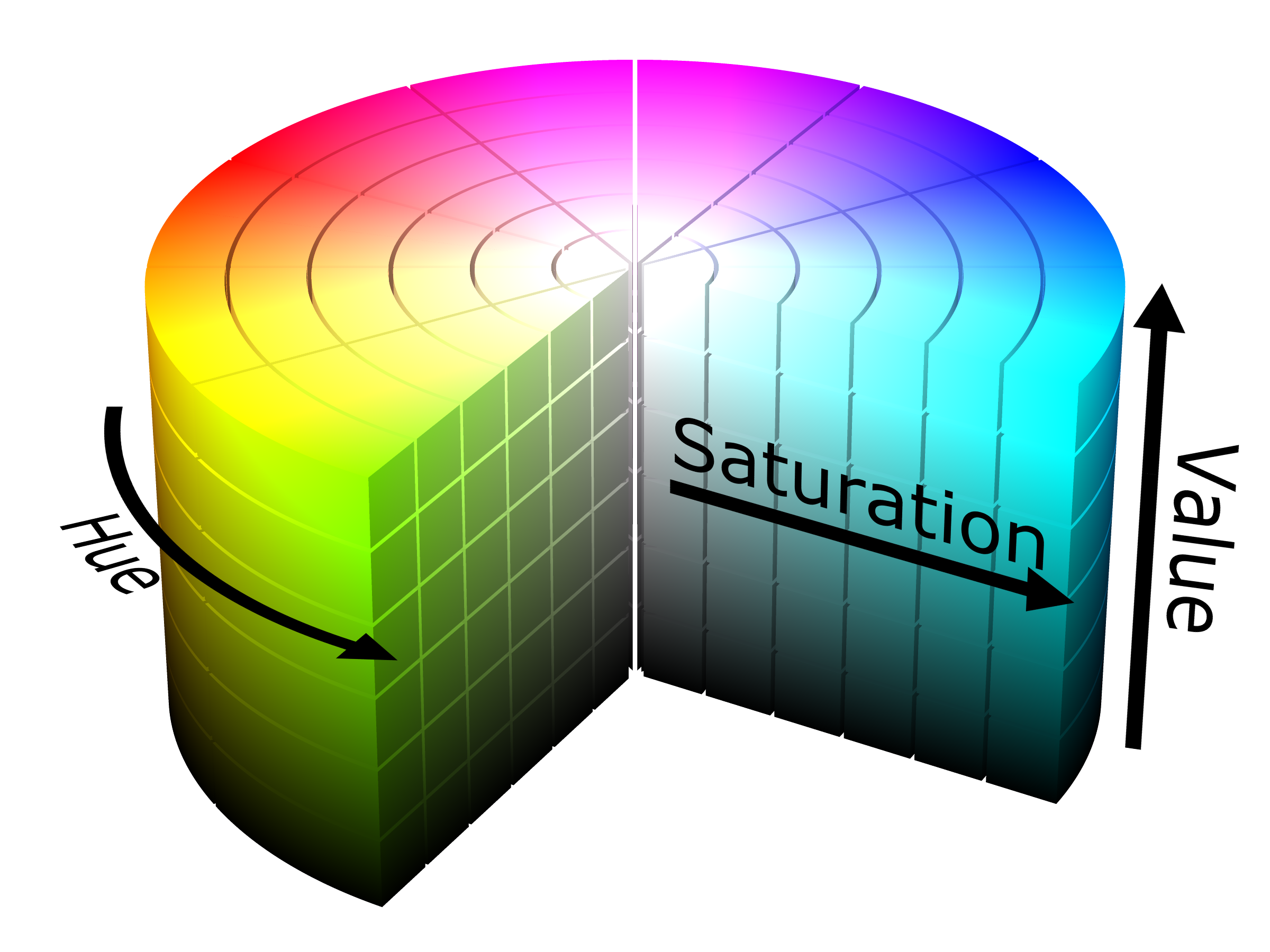
Циліндр

Найпростіший спосіб зобразити HSV в тривимірний простір — скористатися циліндричною системою координат. Тут координата H визначається полярним кутом, S — радіус-вектором, а V — Z-координатою. Тобто, відтінок змінюється при русі вздовж кола циліндра, насиченість — вздовж радіуса, а яскравість — вздовж висоти. Всупереч математичній точності, у такої моделі є істотний недолік: на практиці кількість помітних оком рівнів насиченості і відтінків зменшується при наближенні яскравості (V) до нуля (тобто, на відтінках, близьких до чорного). Також на малих S і V з'являються суттєві помилки округлення при перекладі RGB в HSV і навпаки. Тому частіше застосовується конічна модель.

### Конус

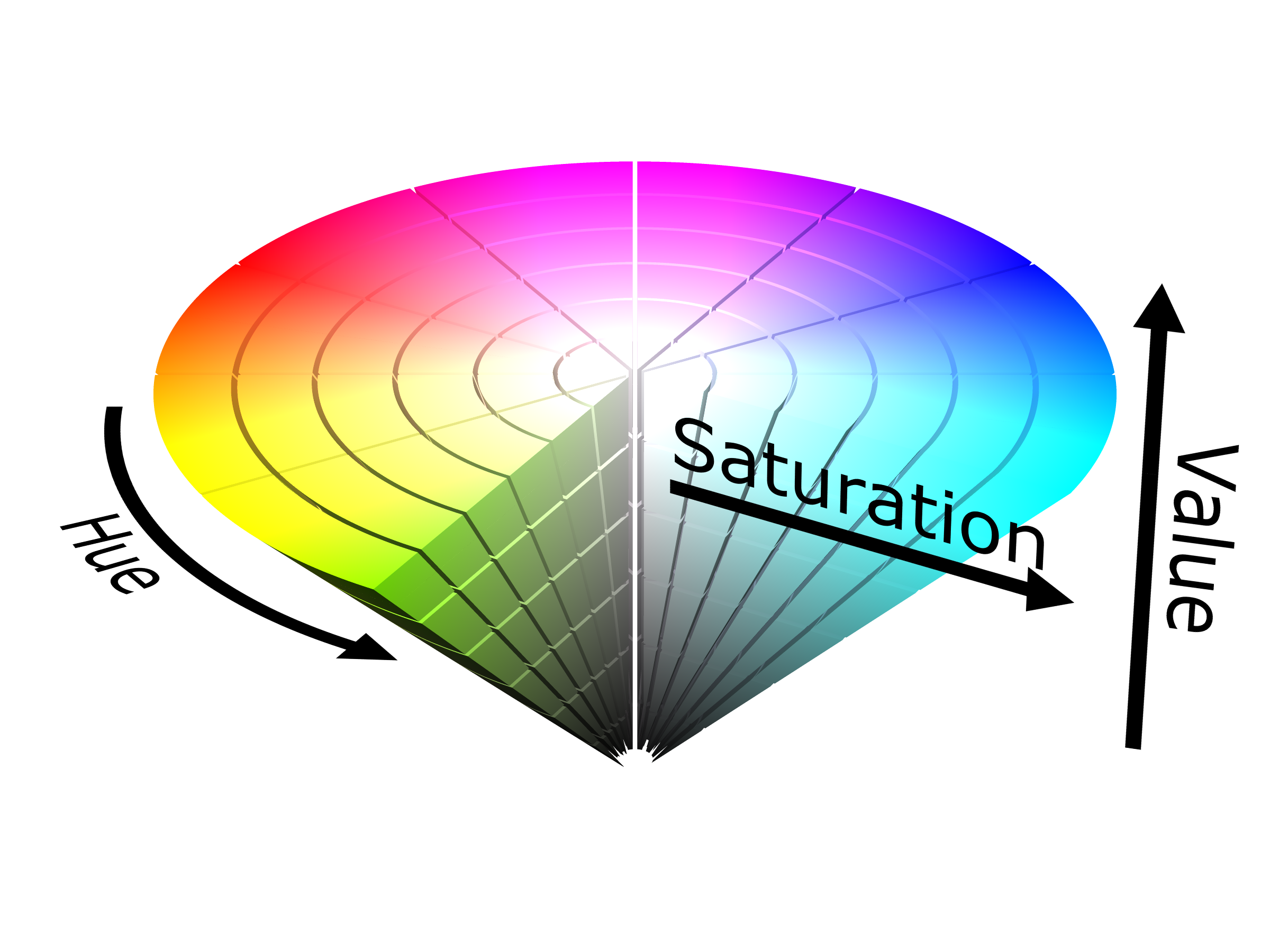
Конічне представлення моделі

Інший спосіб візуалізації колірного простору — конус. Як і в циліндрі, відтінок змінюється по колу конуса. Насиченість кольору зростає з віддаленням від осі конуса, а яскравість — з наближенням до його основи. Іноді замість конуса використовують правильну шестикутну піраміду.
Обидва ці способи є зручною тривимірною ілюстрацією простору HSV. Але через тривимірність вони в прикладному ПЗ не застосовуються.

## Візуалізація HSV в прикладному ПК
Модель HSV часто використовується в програмах комп'ютерної графіки, через те, що є зручною для людини. Нижче вказані способи «розгортання» тривимірного простору HSV на двомірний екран комп'ютера.

### Колірне коло
Ця візуалізація складається з колірного кола (тобто, поперечного перерізу циліндра) і двигуна яскравості (висоти циліндра). Ця візуалізація отримала широку популярність у перших версіях ПК компанії Corel. На цей час застосовується надзвичайно рідко, частіше використовують кільцева модель («а-ля Macromedia»)

### Кольорове кільце

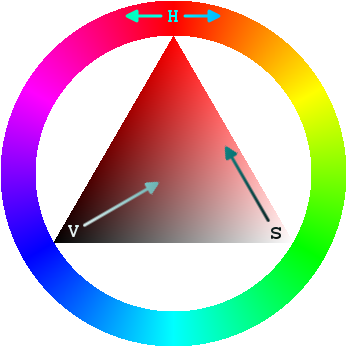
Кольорове кільце з осями H, S і V

кільце

Відтінок подається у вигляді райдужного кільця, а насиченість і значення кольору вибираються за допомогою вписаного в це кільце трикутника. Його вертикальна вісь, як правило, регулює насиченість, а горизонтальна дозволяє змінювати значення кольору. Таким чином, для вибору кольору потрібно спочатку вказати відтінок, а потім вибрати потрібний колір з трикутника.

### Зміна одного компонента

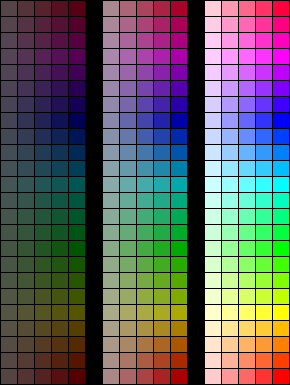
Три рівні яскравості при незмінній насиченості

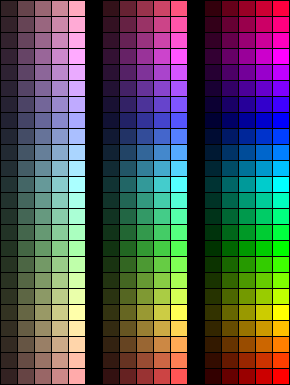
Три рівні насиченості при незмінній яскравості

На цих двох діаграмах показуються кольори, які розрізняються тільки одним компонентом.

### Матриця сусідніх відтінків

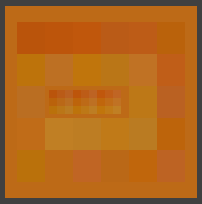
3 × 3 × 3

Різницю близьких кольорів можна зобразити іншим шляхом — показати поруч кілька кольорів, які не дуже відрізняються своїми компонентами. На малюнку праворуч показано 27 близьких відтінків помаранчевого, відсортованих за яскравістю і розташованих по спіралі. Квадратики в центрі показують ті ж кольори, але відсортовані у більш лінійному порядку.

## HSV і сприйняття кольору

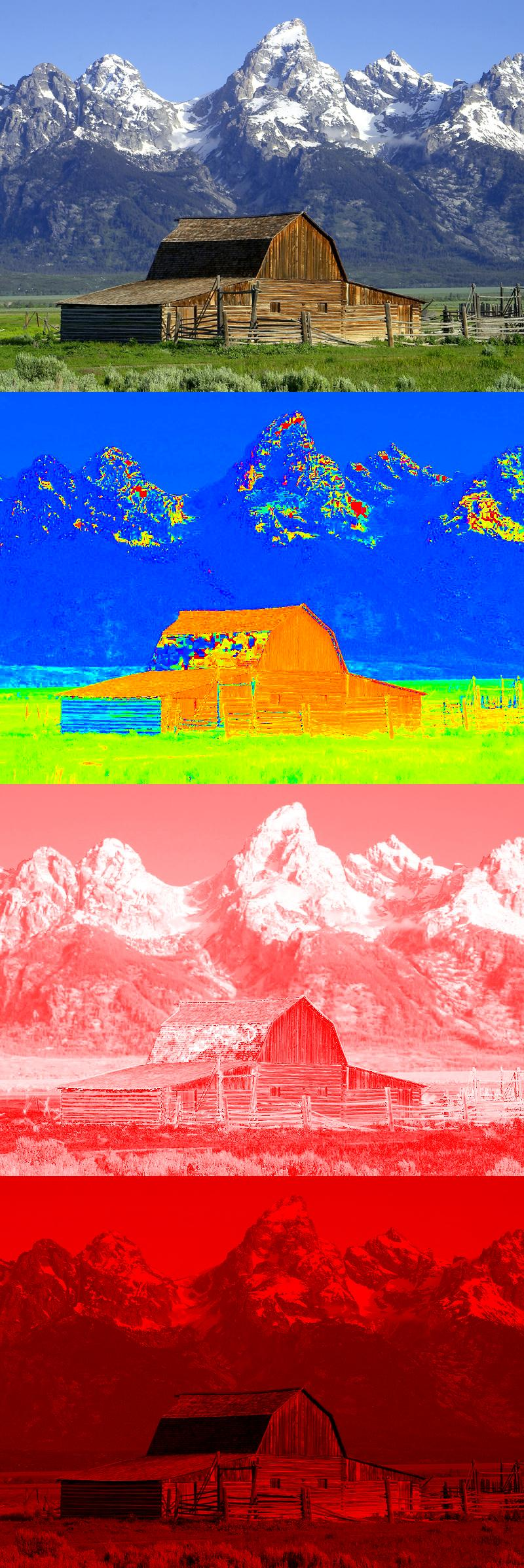
Зображення та його окремі компоненти — H, S, V. На різних ділянках зображення можна простежити зміну компонент

Часто художники воліють використовувати HSV замість інших моделей, таких як RGB і CMYK, тому що вони вважають, що пристрій HSV ближче до людського сприйняття кольорів. RGB і CMYK визначають колір як комбінацію основних кольорів (червоного, зеленого і синього або жовтого, пурпурового, блакитного і чорного відповідно), в той час, як компоненти кольору в HSV зображають інформацію про колір у більш звичній людині формі : Що це за колір? Наскільки він насичений ? Наскільки він світлий чи темний? Кольорова палітра HSL представляє колір схожим і навіть, можливо, більш інтуїтивно зрозумілим чином, ніж HSV.

## Перетворення колірних компонентів між моделями

### RGB → HSV

Ілюстрація, що демонструє відношення між RGB і HSV

Вважаємо, що:
{\displaystyle {\begin{aligned}H&\in \left[0,360\right)\\S,V,R,G,B&\in \left[0,1\right]\end{aligned}}}
Нехай {\displaystyle MAX} — максимальне значення з {\displaystyle R}, {\displaystyle G} і {\displaystyle B}, а {\displaystyle MIN} — мінімальне з них.
| {\displaystyle H={\begin{cases}\\\end{cases}}} | {\displaystyle 0,} якщо {\displaystyle MAX=MIN}                                                          |
| {\displaystyle H={\begin{cases}\\\end{cases}}} | {\displaystyle 60\times {\frac {G-B}{MAX-MIN}}+0,} якщо {\displaystyle MAX=R~} і {\displaystyle G\geq B} |
| {\displaystyle H={\begin{cases}\\\end{cases}}} | {\displaystyle 60\times {\frac {G-B}{MAX-MIN}}+360,} якщо {\displaystyle MAX=R~} і {\displaystyle G<B~}  |
| {\displaystyle H={\begin{cases}\\\end{cases}}} | {\displaystyle 60\times {\frac {B-R}{MAX-MIN}}+120,} якщо {\displaystyle MAX=G~}                         |
| {\displaystyle H={\begin{cases}\\\end{cases}}} | {\displaystyle 60\times {\frac {R-G}{MAX-MIN}}+240,} якщо {\displaystyle MAX=B~}                         |

{\displaystyle S={\begin{cases}0,&{\text{if }}MAX=0;\\1-{\dfrac {MIN}{MAX}},&{\text{otherwise}}\end{cases}}}
{\displaystyle V=MAX\,}